# Hirmoneura mittelstaedti
Hirmoneura mittelstaedti är en tvåvingeart som beskrevs av Bernandi 1977. Hirmoneura mittelstaedti ingår i släktet Hirmoneura och familjen Nemestrinidae. Inga underarter finns listade i Catalogue of Life.